# Wessjoly (Adygeja, Maikop)
Wessjoly (russisch Весёлый) ist ein Dorf (chutor) in Südrussland. Es gehört zur Republik Adygeja und hat 671 Einwohner (Stand 2019). Im Ort gibt es 9 Straßen.

## Geographie
Das Dorf liegt im westlichen Teil des Stadtkreis Maykop, am linken Ufer des Flusses Belaja. Chanskaja, Gawerdowski, Fadejewski, Pschechskaja sind die nächsten Siedlungen.